# Mère Courage (film)
Pour les articles homonymes, voir Mère Courage et Mère Courage et ses enfants.
Mère Courage (Mutter Courage und ihre Kinder) est un film dramatique allemand inabouti dont la production a commencé en 1955 et dont la réalisation a été confiée à Wolfgang Staudte.
Le film n'a jamais été terminé en raison du veto de Bertolt Brecht et de son épouse Helene Weigel.

## Liminaire
Dès 1947, Emil Burri (de) contacte Bertolt Brecht pour filmer La Vie de Galilée. Dans une lettre écrite qu'il est à Santa Monica, en Californie, en septembre 1947, Brecht suggère Mère Courage (1941) comme matériau de film alternatif sans justification. En septembre 1949, Brecht rejette une première ébauche du scénario de Robert Adolf Stemmle. Très tôt, Brecht cherche des moyens de transférer son concept de théâtre épique au cinéma, « en éteignant le naturalisme ». L'une des idées techniques de Brecht était de rechercher une photographie de type daguerréotype et de ne la décorer qu'avec parcimonie, de manière analogue à ses décors de théâtre.

## Histoire du projet
Dès 1947, Bertolt Brecht élabore des plans pour filmer sa pièce anti-guerre Mère Courage et ses enfants. Écrit en exil en Suède en 1938/1939, le drame se déroule pendant la guerre de Trente Ans : la cantinière Anna Fierling, dite Mère Courage (de), tente de faire du commerce avec la guerre et perd ses trois enfants dans la foulée.
Le tournage commence le 18 août 1955, sous la direction de Wolfgang Staudte. Les films à succès de Staudte, très orientés vers l'émotion, ne correspondent cependant pas aux idées puristes de Brecht. Joachim Lang (de) commente : « Staudte était considéré à l'époque comme l'un des réalisateurs les plus importants d'Allemagne, grâce à des films tels que Les assassins sont parmi nous (The Mörder sind unter uns), J'ai trahi Hitler (Rotation) et Le Sujet de Sa Majesté (Der Untertan). Avec leur imagerie expressive, efficace et suggestive, ces œuvres s'opposent directement aux idées de Brecht dès le départ ».
La DEFA « était déterminée à faire un 'grand film' de Mère Courage et a fourni un budget énorme, même pour les sociétés cinématographiques de l'État de l'Est : trois millions de marks (...). Pour les rôles de la chérie du camp Yvette et le cuisinier de campagne, DEFA a embauché les stars françaises Simone Signoret (honoraires : 120 000 marks) et Bernard Blier (80 000 marks) ».
Wolfgang Staudte se souvient qu'il avait posé comme condition de son travail de réalisateur que Brecht n'était pas autorisé à entrer en studio car il était conscient des difficultés de travailler ensemble.
« Ensuite, j'ai écrit un nouveau scénario avec Brecht, et nous nous sommes brillamment entendus. (...) Mais ensuite vinrent les premiers conflits. Je voulais faire un vrai film international, en cinémascope et en couleur, avec un gros casting. Brecht n'aimait pas ça. Je ne pouvais pas m'affirmer ainsi. Ainsi la Signoret fut engagée pour le rôle de la pute du camp, Weigel pour la mère, Geschonneck comme aumônier de campagne, Blier comme cuisinier, etc. Nous avons fait des prises de vue test avec une minutie incroyable, le matériel a été développé avec beaucoup de réflexion. De magnifiques costumes ont été conçus, une grande scénographie (Oskar Pietsch) a été réalisée — les préparatifs ont duré près d'un an ».
Le désastre a néanmoins frappé, Brecht a commencé à torpiller le travail, « a assailli le personnel de Defa avec une pléthore de conseils téléphoniques et de suggestions d'amélioration griffonnées à la main. Helene Weigel a exigé une pause de tournage pour chaque jour où elle devait apparaître sur la scène du théâtre de Berlin-Est, se plaignait constamment des costumes du film et ne pouvait pas accepter le fait que Staudte donnait au rôle de la signorette d'Yvette beaucoup plus d'espace que la version scénique envisagée ».
Brecht — a déclaré Staudte — a fait rage pour la dernière fois dans le studio, après quoi il a retiré l'autorisation d'adapter le film. Staudte affirme avoir appris plus tard qu'un collaborateur de Brecht qui regardait l'adaptation cinématographique de Courage en studio a vu la série de figurations pour une adaptation cinématographique de Zar und Zimmermann et l'avait prise pour les figurants de la pièce. Brecht a ensuite opposé son veto en refusant de signer le contrat. Environ 30 % du film était déjà terminé. Selon une anecdote racontée par Oskar Pietsch, le matériel cinématographique qui avait déjà été tourné a ensuite été transformé en peignes à cheveux en RDA et ainsi détruit pour la postérité. Seuls les brouillons de décors et de costumes et quelques photos (qui documentent le début du tournage) de la succession de Pietsch — en possession du Potsdam Film Museum — ainsi que des scénarios et de la correspondance semblent avoir été conservés.
Selon le réalisateur Kurt Maetzig, la vraie raison du conflit est que Brecht avait eu l'intention dès le départ de documenter sa production et rien d'autre. Dès le début, il y a eu des divergences concrètes d'opinion : Brecht était gêné par le fait qu'un doublage devait avoir lieu et qu'aucun son original ne pouvait être enregistré. Brecht voulait des optiques daguerréotypes, Staudte, des couleurs. Selon Brecht, les accessoires ne doivent être utilisés que lorsqu'ils sont vraiment nécessaires. Le casting des rôles n'a pas non plus répondu aux attentes de Brecht. Pour Staudte, « les réflexions de Brecht étaient de purs jeux de forme. Il y voyait une énorme limitation de son expression artistique. Selon lui, un tel film n'aurait pas eu l'impact de masse que tout le monde espérait ».
Malgré l'intervention personnelle du leader du Parti socialiste unifié d'Allemagne (le SED), Walter Ulbricht, qui, selon Spiegel, a suggéré un remaniement de Mère Courage, Brecht est resté fidèle à son point de vue. Il a vu son concept de théâtre en danger, dont il a également surveillé la mise en œuvre avec des yeux d'aigle à chaque autre représentation. Il n'a accordé des autorisations de représentation que si les théâtres suivaient son modèle de représentation berlinois.
DEFA tente alors de lancer à nouveau Mutter Courage, mais ne parvient pas à engager l'actrice munichoise Therese Giehse, qui ne voulait pas se brouiller avec Brecht et que Brecht, dans une lettre datée du 5 octobre 1955, a déconseillé. Ensuite Berta Drews n'a pas été libérée de son contrat au Schiller Theater par le sénateur de Berlin-Ouest pour la culture, le professeur Joachim Tiburtius. Staudte a renvoyé l'un de ses assistants, l'étudiant de Brecht Manfred Wekwerth, qui avait tenté de représenter les intérêts de Brecht lors de l'enregistrement. En raison de difficultés de planification, le projet est finalement abandonné.

## Fiche technique
- Titre original : Mutter Courage und ihre Kinder
- Titre français : Mère Courage
- Réalisation : Wolfgang Staudte
- Scénario : Emil Burri (de), Wolfgang Staudte, d'après la pièce de théâtre Mère Courage et ses enfants de Bertolt Brecht
- Photographie : Robert Baberske (de)
- Montage : n/a
- Musique : Paul Dessau
- Costumes : Walter Schulze-Mittendorff
- Production :
- Pays de production : Allemagne
- Langue originale : allemand
- Format : noir et blanc
- Genre : Drame
- Durée : 21 minutes (inachevé)
- Dates de sortie : n/a (Allemagne : 1955)

## Distribution
- Helene Weigel : Mutter Courage (de)
- Simone Signoret : Yvette, putain de camp (Lagerhure) (de)
- Bernard Blier : le cuisinier de campagne (de) (Pieter Lamb)
- Erwin Geschonneck : le prédicateur de campagne (de)
- Ekkehard Schall : Eilif (de)
- Joachim Teege : Schweizerkas (de)
- Sigrid Roth (de) : Kattrin (de)
- Hans-Peter Minetti : Müller
- Friedrich Kühne : Obrist
- Dorothea Hinze : Lagerdirne
- Ursula Kempert : Lina
- Doris Thalmer (de) : Magd Klara
- Horst Kube : Zschökke
- Ivan Malré : Adjutant
- Jochen Thomas : Profos
- Nico Turoff : 1er assistant
- Elsa Grube-Deister : Evchen
- Günter Margo : 1er soldat
- Horst Naumann : 2e soldat
- Inge Baerow : Kornett
- Bruno Atlas-Eising : Fähnrich
- Harald Jopt : 1er officier
- Willi Endresser : 3e soldat